# Kakagi Lake
Kakagi Lake är en sjö i Kanada.   Den ligger i Kenora District och provinsen Ontario, i den sydöstra delen av landet, 1 400 km väster om huvudstaden Ottawa. Kakagi Lake ligger 335 meter över havet.
I omgivningarna runt Kakagi Lake växer i huvudsak blandskog. Trakten runt Kakagi Lake är nära nog obefolkad, med mindre än två invånare per kvadratkilometer.